# Catopuma
Catopuma es un género de mamíferos carnívoros de la familia Felidae propios de China y la región indomalaya.

## Especies
Se reconocen las siguientes especies:
- Catopuma temminckii - gato dorado asiático.
- Catopuma badia - gato de Borneo.